# Cialda di caffè

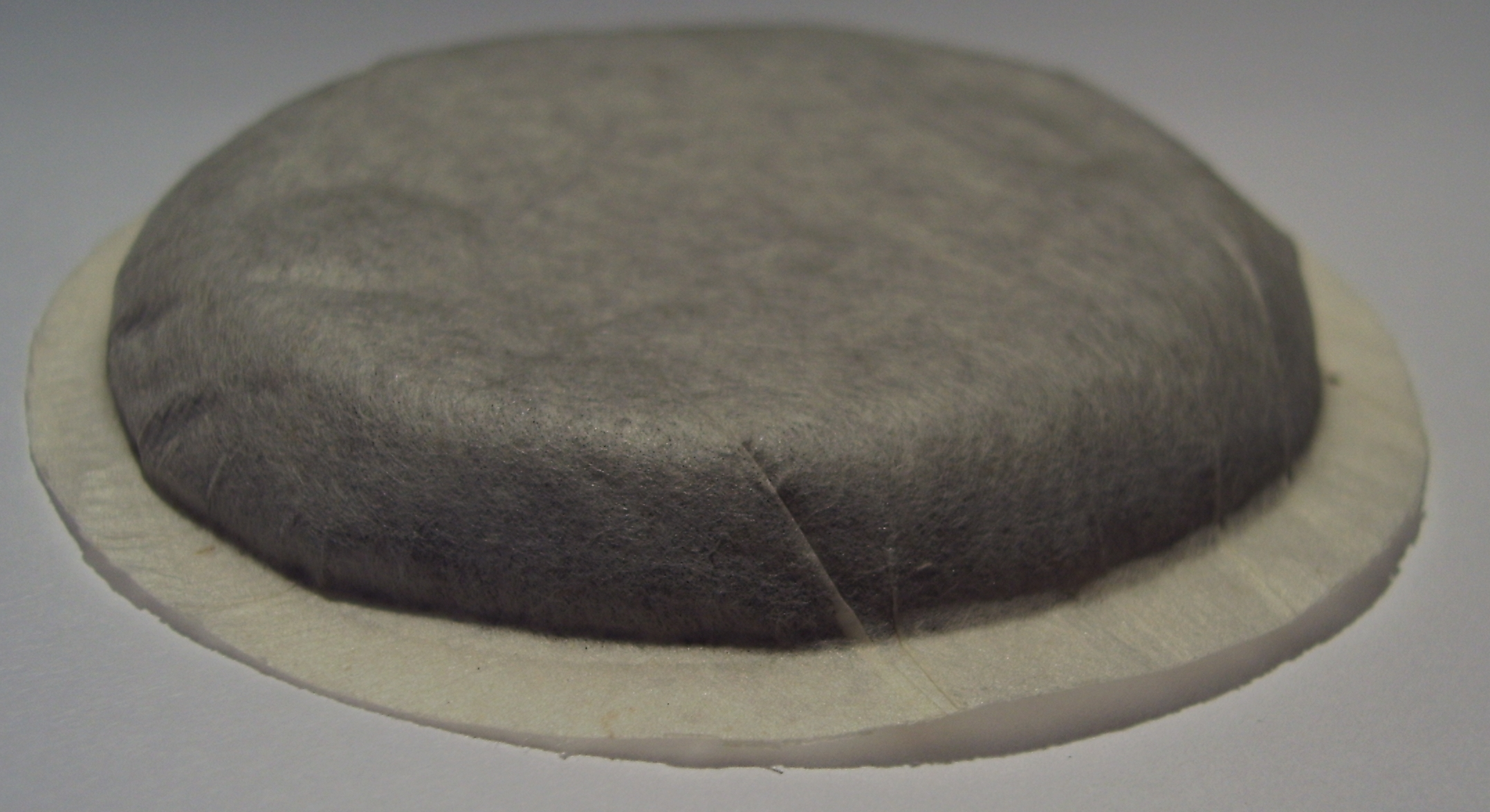
Cialda Senseo capovolta

Una cialda di caffè è un filtro di carta non rigida preconfezionato contenente caffè che viene preparato nelle macchine tradizionali o in macchine dedicate attraverso il passaggio di acqua bollente a pressione. Fa parte della categoria del caffè porzionato e si differenzia dalla capsula che è un contenitore rigido di plastica, alluminio o materiale simile.

## Tipi di cialda
Alcuni tipi di cialda rispettano precisi standard che ne rendono possibile l'utilizzo con diverse macchine da caffè: di questi il più noto è l'ESE (Easy Serving Espresso), derivato da un brevetto Illycaffè del 1974 e largamente diffuso. Altri invece possono essere utilizzati solo per alcune macchine speciali, come il Senseo. Nei bar le cialde vengono utilizzate soprattutto per la produzione di caffè decaffeinati, aromatizzati o speciali nonché di caffè d'orzo e altre bevande. 
| Sistema                | Proprietario                    | Data d'introduzione | Produzione macchina | Produzione cialde         | Disponibilità in Italia | Note                                 |
| ---------------------- | ------------------------------- | ------------------- | ------------------- | ------------------------- | ----------------------- | ------------------------------------ |
| Cialda tonda           | Vari                            | ?                   | Vari                | Vari                      | Sì                      | 55 mm di diametro, con o senza lembo |
| Cialda quadrata        | Vari                            | ?                   | Vari                | Vari                      | Sì                      | 55 × 70 mm                           |
| Cialda doppia tonda    | Vari                            | ?                   | Vari                | Vari                      | Sì                      | 70 mm di diametro                    |
| Cialda ESE             | Consorzio Easy Serving Espresso | 1998                | Vari                | Vari                      | Sì                      | 44 mm di diametro                    |
| 1-2-3 Spresso          | Malongo                         | 1995                | ?                   | Malongo, Spressino, altri | No                      | Cialde tonde                         |
| MyCup                  | Melitta                         | ?                   | ?                   | Melitta                   | No                      | Cialde trapezoidali                  |
| Nespresso Professional | Nestlé                          | ?                   | ?                   | Nespresso                 | Sì                      |                                      |
| Orientalcaffè          | Orientalcaffè                   | ?                   | Gimas               | Orientalcaffè             | Sì                      |                                      |
| Senseo                 | Philips                         | 2001                | Philips             | Douwe Egberts, Gimoka     | No                      | Cialde tonde                         |
| Stefano il caffè       | Stefano il caffè                | ?                   | ?                   | Stefano il caffè          | No                      | Cialde quadrate                      |

## Smaltimento
A differenza delle capsule, le cialde rappresentano una scelta più ecologica e sostenibile. Essendo realizzate in carta biodegradabile, possono essere smaltite integralmente nei rifiuti organici.